# Путешествие на Запад

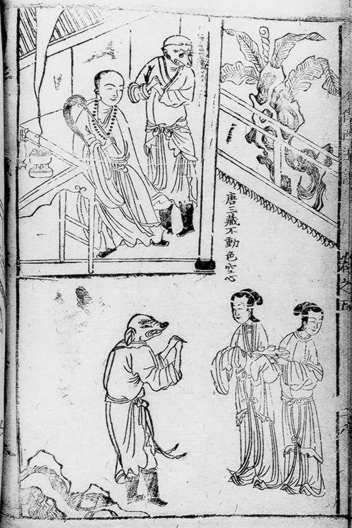
Иллюстрация китайского издания XVIII века. Чжу Бацзе (внизу слева), Сюань-цзан (вверху первый слева), Сунь Укун (вверху второй слева)

«Путеше́ствие на За́пад» (кит. трад. 西遊記, упр. 西游记, пиньинь Xīyóujì, палл. Си ю цзи) — один из четырёх классических романов на китайском языке. Опубликован в 1590-е годы без указания автора. В XX веке утвердилось мнение, что роман написал книжник У Чэнъэнь.

## Сюжет

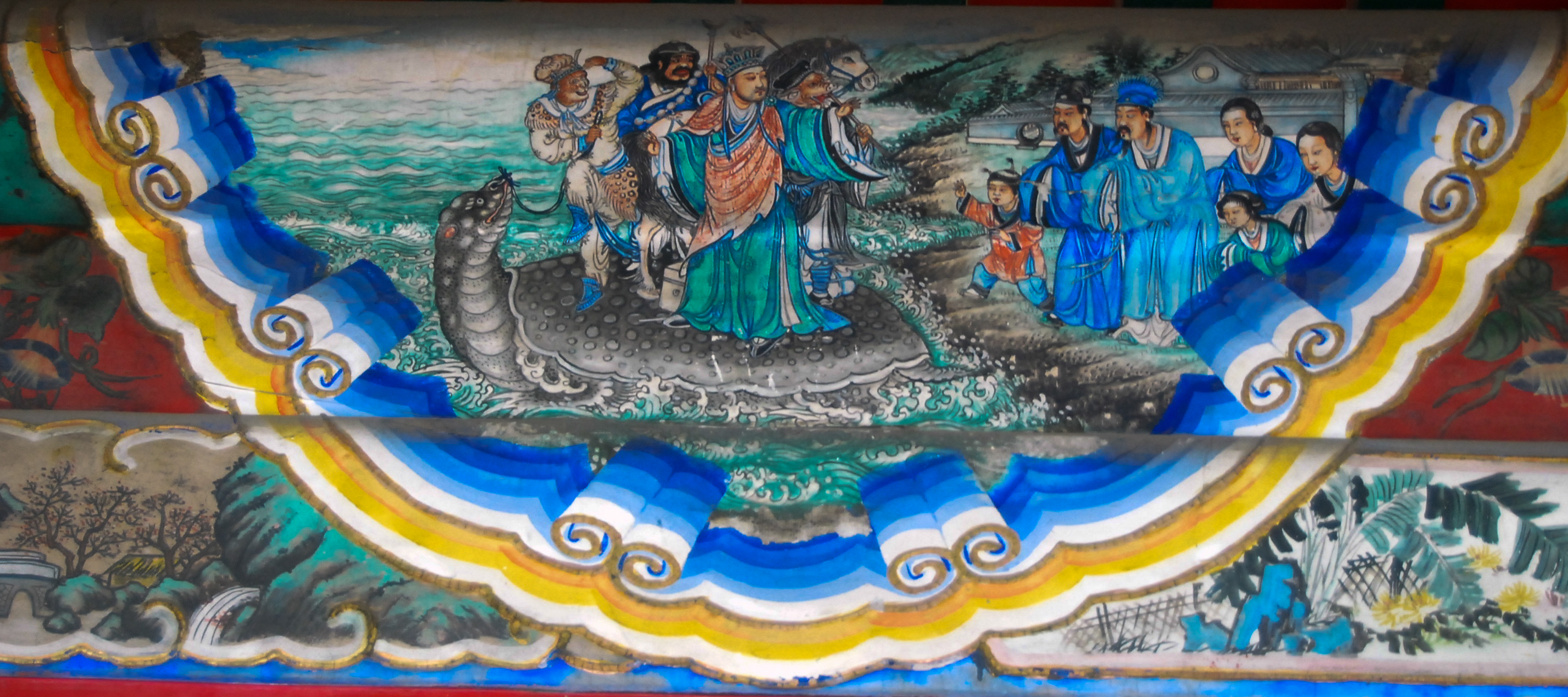
Картина в Галерее Чанлан с изображением сцены из 49 главы романа: Сюаньцзан, Сунь Укун, Чжу Бацзе, Ша Сэн и белый конь-дракон на спине Черепахи переправляются через реку Достигающую неба, их провожают жители деревни Чэньцзячжуан

Фантастико-сатирический роман в 100 главах повествует о путешествии монаха Сюаньцзана по Шёлковому пути в Индию за буддийскими сутрами. Главным действующим лицом, однако, является не сам Сюаньцзан, играющий весьма пассивную роль, а его спутник — царь обезьян Сунь Укун. Среди других спутников Сюаньцзана — комический получеловек-полусвинья Чжу Бацзе, монах Ша Сэн и белый конь-дракон, который раньше был принцем.
Структурно книга представляет собой цепь занимательных эпизодов, в которых прозрачная буддийская аллегория наслаивается на канву плутовского романа. Роман сложен в стилистическом отношении: историческая основа обрастает здесь самыми фантастическими приключениями, фольклорное повествовательное начало сочетается с авторским, народные речения — с высоким литературным слогом, проза перемежается многочисленными стихотворными вставками.
Путешественникам встречаются и противостоят различные существа, часто являющиеся оборотнями. Сунь Укун обладает способностью к 72 превращениям и имеет при себе волшебный посох. Однако несмотря на это и помощь спутников, он часто оказывается не в силах одолеть оборотней, и тогда ему на помощь приходят бодхисатвы.

## Переводы
- Сокращённый перевод романа на английский язык — «Обезьяна»[англ.] (Monkey), выполненный Артуром Уэйли, издан в 1942 году. Перевод Уэйли публиковался под названиями «Приключения Бога Обезьян» (Adventures of the Monkey God), «Обезьяна: китайский народный роман» (Monkey: [A] Folk Novel of China), «Приключения Обезьяны» (The Adventures of Monkey). Ещё более короткая версия, предназначенная для детей, получила название «Милая Обезьяна» (Dear Monkey).
- Первый полный перевод романа на русский язык был выполнен А. Рогачёвым (1-й и 2-й тома) и В. Колоколовым (3-й и 4-й тома) и опубликован в четырёх томах (М.: ГИХЛ, 1959). Он был сделан по изданию 1954 года, вышедшему в пекинском издательстве[кит.] Союза китайских писателей[1]. Позднее этот перевод трижды переиздавался (Рига: Полярис, 1994; М.: Эннеагон Пресс, 2008; СПб.: Наука, 2015).

## Продолжения, переложения, экранизации

### В литературе
- В 1641 году Дун Юэ опубликовал небольшой роман «Дополнение к Путешествию на Запад[англ.]». Действие его происходит между 61-й и 62-й главами романа У Чэнъэня. В 1990 г. опубликован его русский перевод, выполненный В. Малявиным. Переиздан на русском языке в 2023 под названием "Новые приключения Царя Обезьян".
- Также на основе истории «Путешествия на Запад» создана в 1984 г. манга Акиры Ториямы под названием «Жемчуг Дракона».

### В театре

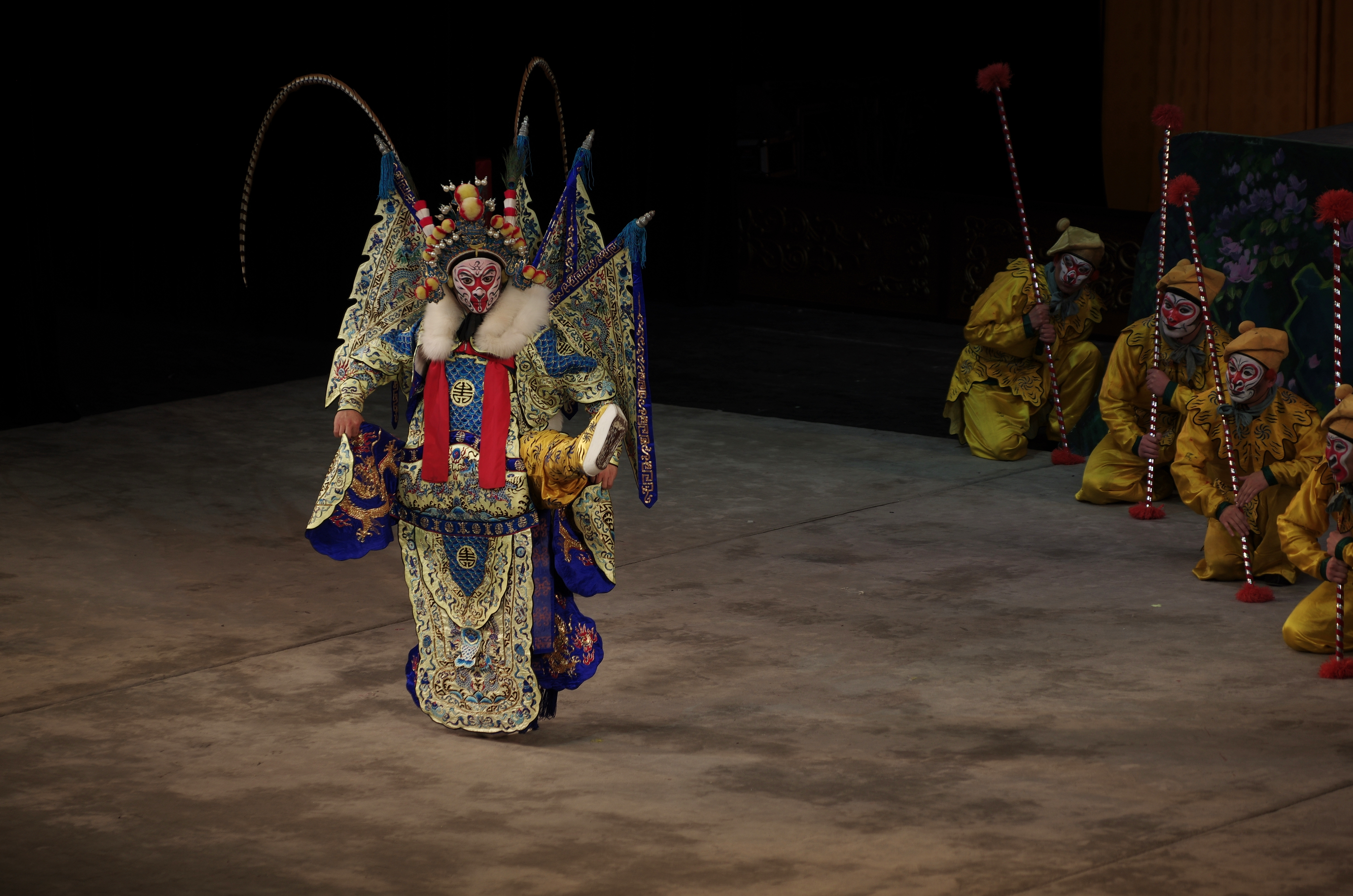
Пекинская опера по мотивам романа

- Сюжет «Путешествия на Запад» послужил основой одноимённой пьесы в жанре цзацзюй Ян Цзиньсяня, известной своей феноменальной длительностью (представляет собой шесть пьес, объединённых в одну).
- В 2007 году на основе романа была поставлена опера Деймона Албарна «Обезьяна: Путешествие на Запад».

### В кино
- Серия полнометражных фильмов, снятых в Гонконге (в роли Сунь Укуна Чау Лунчён и Юэ Хуа)
  1. Обезьяна идёт на Запад (1966)
  2. Принцесса железного веера (1966)
  3. Паутиновая пещера (1967)
  4. Земля духов (1968)
- Другие киноадаптации:
  - Китайская одиссея: Ящик Пандоры (1995, Сунь Укун — Стивен Чоу)
  - Китайская одиссея — 2: Золушка (1995, Сунь Укун — Стивен Чоу)
  - Китайская одиссея. Часть 3[англ.] (1995, Сунь Укун — Хань Гэн)
  - Запретное царство (2008, Сунь Укун — Джет Ли)
  - Путешествие на Запад: покорение демонов (2013, Сунь Укун — Хуан Бо)
  - Царь обезьян (2014, Сунь Укун — Донни Йен /в русской версии статьи о Донни Йене нет упоминания этого фильма/)
  - Путешествие на Запад: Демоны наносят ответный удар (2017)
  - Царь обезьян: Царство женщин (2018)

### На телевидении
Сериалы китайского, гонконгского или тайваньского производства
- Путешествие на Запад[англ.] (1986, 1999, в двух сезонах; в главной роли Чжан Цзиньлай)
- Путешествие на Запад[англ.] (1996, 1998, в двух сезонах; в главной роли Дикки Чун, позже Бенни Чань)
- Царь обезьян: Поход за сутрами[англ.] (2002; в главной роли Дикки Чун)
- У Чэнъэнь и Путешествие на Запад[англ.] (2010; в ролях У Чэнъэня и Сунь Укуна Чжан Цзиньлай)
- Путешествие на Запад[англ.] (2010; в роли Сунь Укуна Фэй Чжэньсян)
- Путешествие на Запад[англ.] (2011; в главной роли У Юэ)

Сериалы японского и корейского производства
- Путешествие на Запад (1978—1980) в двух сезонах по 26 серий, также известный как The Monkey или Monkey Magic. В главной роли (Сон Гоку в японском произношении) Масааки Сакаи, в роли Трипитаки/Сюаньцзана/Сандзо Хоси — актриса Масако Нацумэ; сериал ввёл традицию в японских экранизациях исполнения этой роли женщиной.
- Путешествие на Запад (2006), также известный как Saiyuki. В главной роли Синго Катори, роли Трипитаки — актриса Эри Фукацу. В качестве камео в сериале появляется и Масааки Сакаи — в роли Будды Шакьямуни.
- Хваюги/Корейская одиссея (Республика Корея, 20 серий, 2017). Представляет собой фантазию по мотивам романа, действие перенесено в современную Южную Корею; в главной роли (Сон Огон в корейском произношении) Ли Сынги, в главной женской роли О Ёнсо.

Сериалы западного производства
- Король обезьян[англ.] (США и др., 2001, 2 серии).

### В мультипликации
- Трилогия китайского производства:
  1. Сунь Укун: Переполох в Небесных чертогах (1965)
  2. Сунь Укун: Плоды жизни Женьшень
  3. Сунь Укун: Царь обезьян побеждает демонов
- Жемчуг Дракона (1986) / Dragon Ball — аниме-экранизация одноимённой манги за авторством Акиры Ториямы, в сюжетной основой для которого послужил роман «Путешествие на Запад».
- Monkie KId (выходит с 2019 года)
- Царь обезьян (2023)

### В видеоиграх
- League of Legends — персонаж Wukong
- Ganso Saiyūki: Super Monkey Daibōken — японская RPG от компании Vap.
- Sayuki: Journey West — японская пошаговая RPG от компании Koei.
- Enslaved: Odyssey to the West — название, элементы сюжета и персонажи перекликаются с «Путешествием на Запад».
- Unruly Heroes — игра, в которой главными героями являются те же, что и в оригинальном произведении
- West Adventure — тайванская компьютерная игра в жанре Аркада студии Panda Entertainment.
- Monkey King: Hero is back — видеоигра по мотивам мультфильма «Царь обезьян: Герой вернулся», разработанная HexaDrive при содействии Japan Studio и изданная Sony Interactive Entertainment в Азии и THQ Nordic на международном уровне.
- Dota 2 — герой романа Сунь Укун представлен в игре в виде героя Monkey King[2].
- Black Myth: Wukong — ролевой экшн был выпущен 20 августа 2024 года, получив высокие оценки от профильной прессы. Разработчиком игры выступила китайская студия Game Science.
- Archero — Укун является одним из игровых персонажей.

### Прочее
- Lego Monkie Kid[англ.] — тематическая серия конструктора LEGO, выпускающаяся с 2020 года[3].